# Петрунина, Нина Николаевна
Нина Николаевна Петрунина (8 октября 1932 года — 3 января 2018 года, Санкт-Петербург) — советский и российский литературовед, специалист по русской литературе XIX века, пушкинист. Доктор филологических наук (1989), многолетний сотрудник Отдела пушкиноведения Института русской литературы — Пушкинского Дома. Супруга известного литературоведа, специалиста по творчеству Достоевского Георгия Михайловича Фридлендера.

## Биография
Нина Николаевна Петрунина закончила филологический факультет Ленинградского государственного университета в 1955 году, считала себя ученицей профессора Григория Абрамовича Бялого. По окончании университета была принята на работу в Пушкинский Дом — ИРЛИ, где проработала до конца своей жизни. Основной темой её научных изысканий стала проза Пушкина, в частности — его работа над «Историей Пугачёва» и романом «Капитанская дочка». В 1973 году Петрунина защитила кандидатскую диссертацию по теме «Пушкин — художник и историк в работе над пугачёвской темой (1832—1834)», в 1989 году — докторскую диссертацию на основе своей монографии «Проза Пушкина. Пути эволюции». Нина Николаевна выступила рецензентом первого пробного тома будущего нового Полного собрания сочинений Пушкина Российской академии наук в 20 томах. Среди прочих её работ также исследования наследия писателей — современников Пушкина: М. Н. Загоскина, И. И. Лажечникова и других. В последние годы жизни своим главным трудом Нина Николаевна Петрунина считала работу над наследием и архивом своего мужа, известного литературоведа, достоевиста Г. М. Фридлендера.

## Основные работы
- Портрет, приложенный А. С. Пушкиным к «Истории Пугачёва» // Временник Пушкинской комиссии. — Л.: Наука. Ленингр. отд-ние, 1964. — С. 48—53.
- Вокруг «Истории Пугачёва» // Пушкин: Исследования и материалы / АН СССР. ИР ЛИ (Пушкинский Дом). — Л.: Наука, 1969. — Т. 6. — С. 229—251. — 308 с. — 5000 экз.
- «История Пугачёва»: От замысла к воплощению // Русская литература. — 1974. — № 3. — С. 182—195.
- Петрунина Н. Н., Фридлендер Г. М. Над страницами Пушкина. — Л.: Наука, 1974. — 166 с. — (Из истории мировой культуры). — 500 000 экз.
- Проза Пушкина (пути эволюции). — Л.: Наука, 1987. — 334 с.